# Rogowo (powiat toruński)
Rogowo – wieś w Polsce położona w województwie kujawsko-pomorskim, w powiecie toruńskim, w gminie Lubicz.
W latach 1975–1998 miejscowość należała administracyjnie do województwa toruńskiego.

## Zabytki

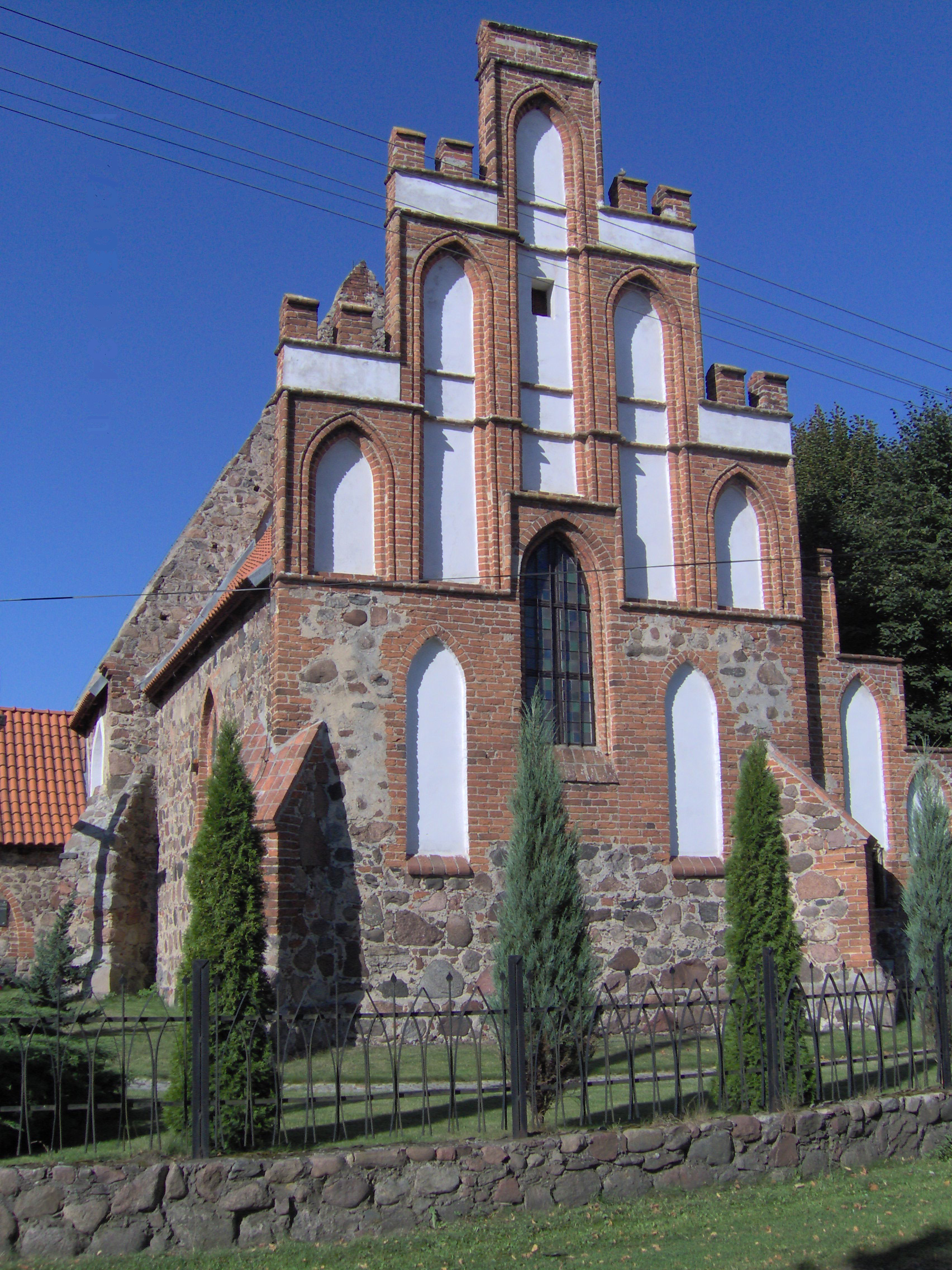
Kościół pw. Podwyższenia Krzyża Świętego

W Rogowie zachował się gotycki kościół ceglano-kamienny z przełomu XIII/XIV wieku pw. Podwyższenia Krzyża Świętego, od 1565 do 1945 w rękach protestantów; wewnątrz manierystyczne i barokowe wyposażenie (ołtarz, ambona i balustrada chóru muzycznego o dekoracji malarskiej), gotycka chrzcielnica z XIV w.
W trakcie archeologicznych badań ratunkowych przed budową autostrady A1 odkryto bogato wyposażone grobowce kultury wielbarskiej.